# 준군사조직

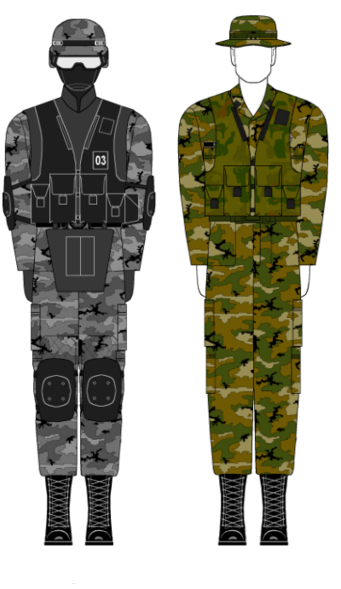

준군사조직(準軍事組織, 영어: Paramilitary, 프랑스어: Groupes paramilitaires insurgés, 독일어: Paramilitär)은 어떤 국가의 정부에 공식적으로 속한 군대가 아니지만 군대와 유사한 기능을 갖춘 조직을 통틀어 가리키는 말이다. 정규군과는 대조되며 비정규군이라고도 한다. 국제법상 교전권자의 자격 요건은 의외로 간단하여, 지휘체계 및 휘장(제복 포함), 무기의 공공연한 휴대, 전쟁법 준수 등의 요건만 충족시키면 합법적으로 교전권을 얻을 수 있어, 포로 대우를 받을 자격이 있다. 군인에 준하여 군형법의 적용대상이 된다.

## 준군인의 예
- 민병
- 자위대 (다만 자위대는 국제법상으로는 군대로 취급된다.[2])
- 스위스 근위대
- 민방위
- 독립군/한국 광복군
- 군적을 가진 학생·생도 혹은 재영 중인 학생 (학군사관 등 사관후보생이나 부사관후보생)
- 소집되어 현재 군부대에서 훈련받고 있는 예비역과 보충역
- 개인이 운영하는 사병이나 용병(대표적인 예 : 군벌)
- 신선조/견회조
- 남조선국방경비대/남조선해안경비대
- 경찰예비대/해상경비대
- 해안경비대
- 슈츠슈타펠
- 군무원
- 전투경찰순경
- 독도경비대
- 공공부대

## 같이 보기
- 군대가 없는 나라 목록